# Galați

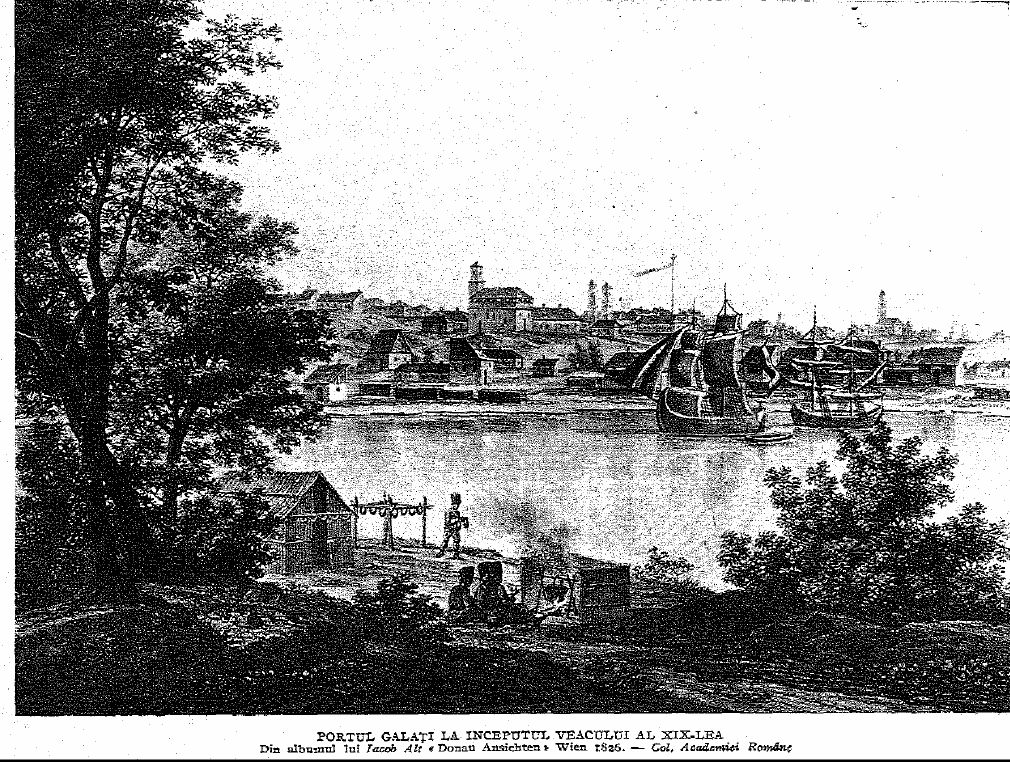
Galaţi em 1826

Galați ou Galatz (pronúncia /ga'laʦʲ/) é uma cidade e município do leste da Romênia, capital do județ (distrito) de Galați, às margens do Danúbio. Sua população em 2011 era de 249.432 habitantes que vivem numa área de 241,5 km².